# 最後的德魯伊：加爾姆戰爭
《最後的德魯伊：加爾姆戰爭》（英文名称：Garm Wars: The Last Druid）是一部2014年加拿大和日本合拍的真人動畫科幻冒險片，由日本導演押井守執導的真人電影。這次是押井守首次執導英語電影。2014年於東京國際電影節首次上映，後分別於2015年和2016年在北美和日本上映。

## 外部連結
- 官方網站（日語）
- 互联网电影数据库（IMDb）上《最後的德魯伊：加爾姆戰爭》的资料（英文）